# Rudolf Klein (Schriftsteller, 1920)
Rudolf Klein (geboren 6. März 1920 in Wien; gestorben 14. Juni 2007 in Wien) war ein österreichischer Musikschriftsteller.

## Leben
Rudolf Klein war der Sohn des Zahnarztes Bruno Klein und der Elisabeth Krivanek, er hatte einen Bruder. Klein besuchte in Wien das Piaristengymnasium, musste aber nach dem Anschluss Österreichs 1938 als „jüdischer Mischling“ auf eine Mittelschule im 2. Bezirk wechseln, wo er die Matura ablegen durfte. Um studieren zu können, leistete Klein Reichsarbeitsdienst, begann ein Musikstudium an der Universität Wien und studierte Orgel bei Louis Dité. Im März 1939 floh er nach Belgien. Beim deutschen Überfall auf Belgien im Mai 1940 wurde er von den Belgiern als feindlicher Ausländer in das  Internierungslager Saint-Cyprien, Pyrénées-Orientales in Frankreich deportiert. In der Folgezeit vegetierte er als Lagerhäftling, als Prestataire und als „U-Boot“ der Résistance an verschiedenen Orten in Vichy-Frankreich und musste sich als deutscher Wehrpflichtiger vor den Nachstellungen der deutschen Besatzungsmacht verbergen. Im Herbst 1942 unternahm er von Fluchthelfern organisierte Versuche, in die Schweiz zu fliehen, wurde aber von dort wieder nach Vichy-Frankreich abgeschoben. Nach dem dritten Versuch im Dezember 1942 konnte er in der Schweiz bleiben und, nach einer Haftzeit, arbeitete er im folgenden Sommer bei einem Bauern in Mühlau. Klein durfte dann ab Herbst 1943 mit einem Stipendium des Weltstudentenwerks am Konservatorium in Freiburg das Musikstudium fortsetzen, das er 1946 abschloss. Klein heiratete die Schweizerin Marie-Louise von Matt, sie hatten vier Kinder. Er kehrte 1946 mit ihr in das besetzte Wien zurück.
Klein begann Musikkritiken zu schreiben und erlernte beim Wiener Kurier von der Pike das Journalistenhandwerk. Er beteiligte sich an der von Peter Lafite gegründeten Österreichischen Musikzeitschrift und wurde nach dessen Tod 1952 de facto der Chefredakteur. Die Arbeit an der Herausgabe der Schriften des Musikpublizisten und -kritikers Otto Erich Deutsch prägte Kleins Stil. Klein betreute das musikalische Programm des österreichischen Pavillons bei der Expo 58 in Brüssel. Er war seither freiberuflicher Musikschriftsteller und veröffentlichte 1960 sein erstes Buch über Frank Martin. Von 1963 bis 1968 hatte er unter Egon Hilbert ein Intermezzo als Manager an der Wiener Staatsoper.
Klein wurde 1958 mit dem Goldenen Ehrenzeichen für Verdienste um die Republik Österreich ausgezeichnet, erhielt 1968 den Professorentitel sowie später die Ehrenmedaille der Bundeshauptstadt Wien.

## Veröffentlichungen (Auswahl)
- Johann Nepomuk David. Eine Studie. Österreichischer Bundesverlag Wien: Verlag der Österreichischen Musikzeitschrift, Wien 1964.
- Beethoven-Stätten in Österreich. Verlag Lafite, Wien 1970.
- Das Symphoniekonzert: Ein Stilführer durch das Konzertrepertoire. Hrsg. in Zusammenarbeit mit der Österreichischen Gesellschaft für Musik, Wien. Verl. Jugend u. Volk, München 1971.
- (mit Elisabeth Haselauer): Ernst Vogel: eine Monographie. Doblinger, Wien/München 1986, ISBN 3-900035-94-6.
- Frankreich als Zwischenstation im Exil, in: Michel Cullin, Primavera Driessen Gruber (Hrsg.): Douce France? : Musik-Exil in Frankreich / Musiciens en Exil en France 1933–1945. Wien : Böhlau, 2008, S. 223–243 (autobiografisch)